# Étienne Chevalier

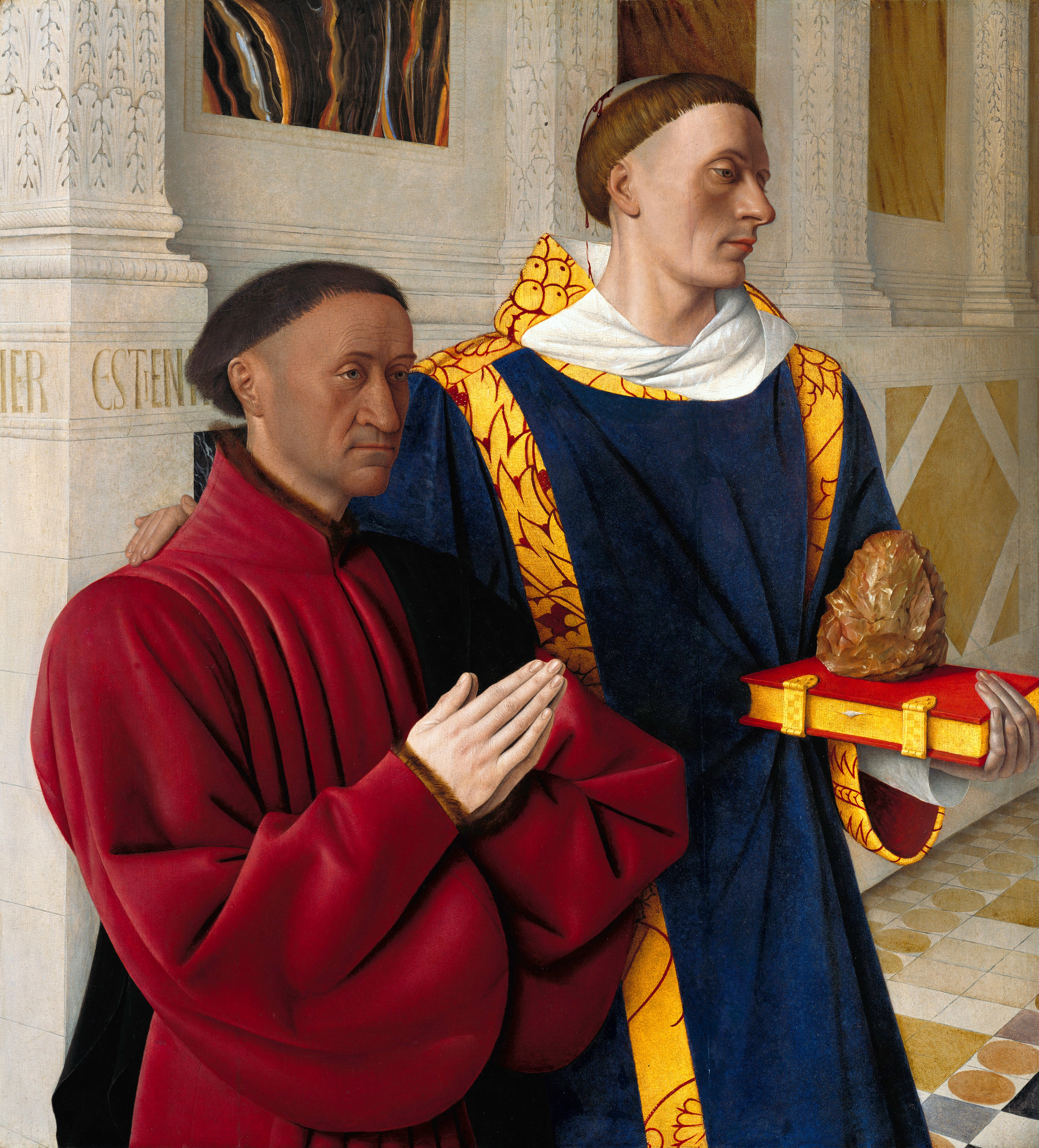
Der Berliner Flügel des Diptychons von Melun von Jean Fouquet. Links der Stifter Étienne Chevalier, rechts der heilige Stephanus.

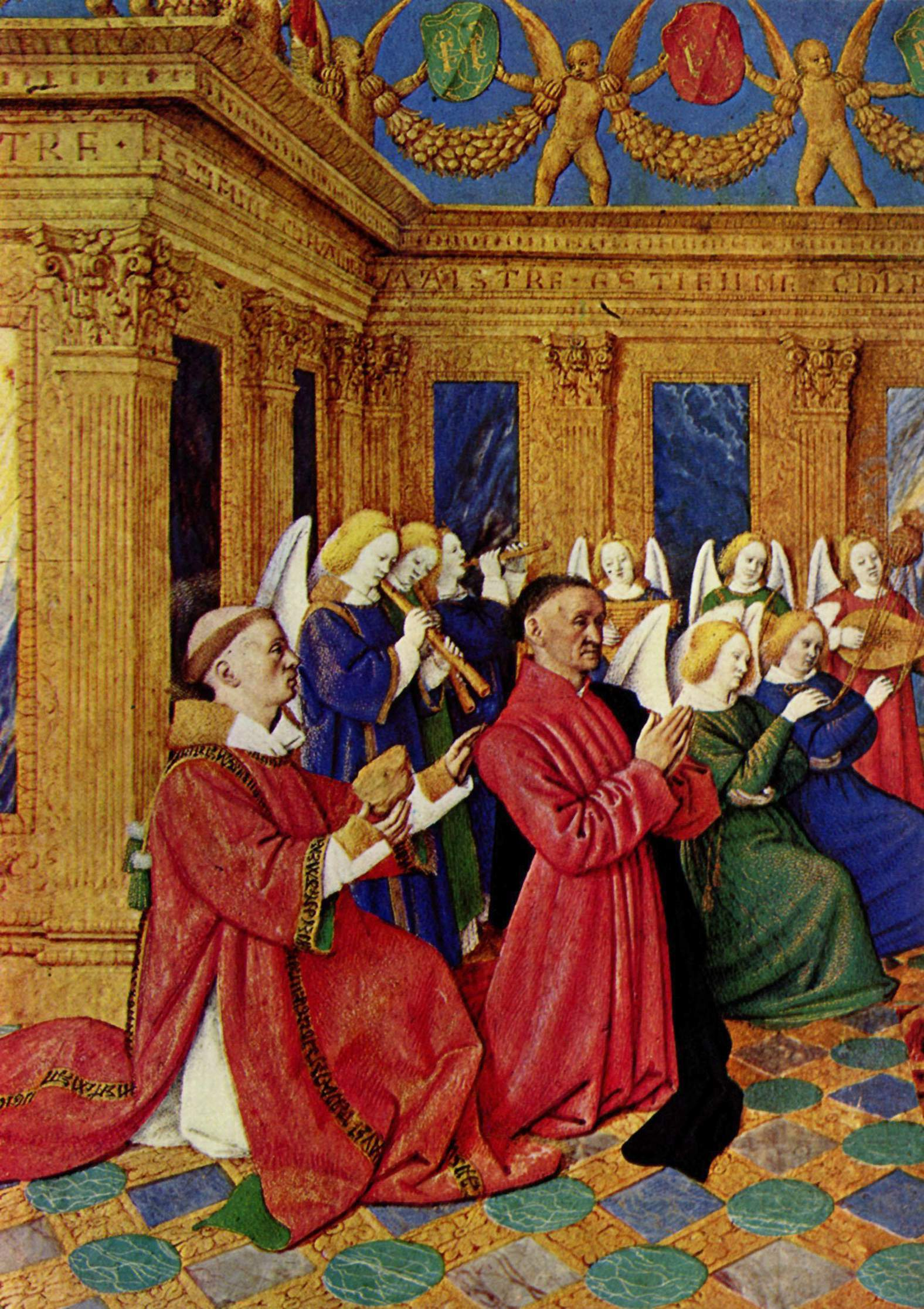
Porträt des Étienne Chevalier mit seinem Schutzpatron im Stundenbuch des Étienne Chevalier (Jean Fouquet, um 1452–1460).

Étienne Chevalier (* um 1410 in Melun; † 1474) war ein französischer Adliger und Schatzmeister unter der Regierung König Karls VII. Bekannt ist er als Auftraggeber Jean Fouquets, der für ihn das Diptychon von Melun und das nach ihm benannte Stundenbuch des Étienne Chevalier malte. 
Étienne Chevalier wurde als Sohn eines königlichen Sekretärs in Melun geboren. Um 1426 trat er beim Connétable Arthur de Richemont die Position des Sekretärs und maitre de la chambre aux deniers an. Nach 1442 trat er in den Dienst des Königs, dem er am 24. Juni 1442 1100 touronische Livre borgte, die er erst 1447 zurückerhielt.
1443 wurde Étienne Chevalier Notar und königlicher Sekretär bei Karl VII. sowie Steuerrevisor der Ämter Languedoil-Languedoc und Outre-Seine. 1446 heiratete er die Tochter des Dreux Budé, Katherine, mit der er einen Sohn und zwei Töchter hatte. Katherine starb am 24. August 1452. Am 20. März 1452 wurde Étienne Chevalier zum Schatzmeister Frankreichs ernannt. Bereits zwei Jahre zuvor war er Rechnungsmeister des Königs geworden. Nach dem Tod Karls VII. blieb er auch unter dessen Sohn Ludwig XI. königlicher Schatzmeister. 